# 祁山之战
祁山之战是231年發生在曹魏和蜀漢之間的军事冲突，祁山之戰地點位於今甘肃礼县附近的山区。祁山之战是第四次诸葛亮北伐中的一部分，這次戰役导致双方数千人丧生。尽管诸葛亮在祁山之戰一开始取得了重大成就，但之後遇上暴雨以及李严糧運不濟等因素受阻，迫使蜀汉军队撤退並结束戰役。在祁山之戰後，蜀漢丞相诸葛亮休养了三年，然后在234年又对曹魏发动了五丈原之戰。

## 背景
217年，刘备的军师法正曾提出以汉中作为進攻曹魏的基地。此後諸葛亮北伐就以漢中為基地備戰。在诸葛亮執掌蜀漢大權後的第一次北伐中曾试图通过祁山入侵曹魏，但无济于事。然后他把進攻目标改为陈仓。但是在未能取得陈仓之围勝利之后，231年初，诸葛亮再次将祁山作为進攻目标。在诸葛亮进军祁山之前，他曾派使节與鲜卑和羌族等部落首領會面，并煽动他们在曹魏邊疆制造骚乱。同时，他还发明了木牛流马用以改善物资的运输。

## 战斗
當時曹魏派賈嗣和魏平驻扎在祁山，作為天水的防御，戴陵和費曜则将他们的精锐部队驻扎在天水的中心地带。诸葛亮曾向鲜卑部落首领軻比能寻求帮助，軻比能則前往北地郡集结以支持蜀漢军隊。諸葛亮亦留王平駐守南圍。在諸葛亮進攻祁山後，都督雍州及涼州諸軍事的曹真在長安集結軍隊以應對諸葛亮入侵。後來曹真生病，司马懿接任曹真職務，曹魏将军張郃、費曜、戴陵和郭淮聽從司馬懿指揮。
司馬懿下令戴陵和費曜率領4,000名精锐部队前去保护上邽县，對此張郃曾提議分兵駐雍、郿未獲採納，同時司馬懿的軍隊亦向西出发，以缓解祁山战场。诸葛亮听说曹魏军要前來，他下令部队趕快在上邽县收割小麦，並擊退了郭淮、費曜。
及後司馬懿率领部队連夜前往上邽县，诸葛亮在看到司馬懿率大軍前來後便從上邽县撤退。本來曹魏皇帝曹叡欲向司馬懿增派軍隊以守衛上邽县的小麦，但诸葛亮的动作比曹叡预想的要快，蜀漢军已經先一步到了上邽县割走許多小麥。之后上邽县的小麦所剩不多，曹魏将军郭淮利用自己对地方游牧部落的影响力迫使他们为曹魏军提供粮食，因此曹魏军在没有洛阳方面的协助下仍得以获得足夠的粮食供应。
诸葛亮和蜀漢军从上邽县收割了小麦后便撤退，但在上邽县以东的汉阳遇到由司馬懿率领的曹魏军，司馬懿派遣其下属牛金率领一支轻装骑兵部队與蜀漢軍交戰，在蜀漢軍的马岱与牛金短暂作战之后，诸葛亮命令撤退到祁山的东侧，並在鹵城建立了营地。
司馬懿的下属敦促他进攻，然而司馬懿犹豫不决，張郃再度提議分兵奇襲仍未被採納，但司马懿在面对下属們的强烈批评和嘲笑，最终还是屈服了。231年5月，司馬懿派張郃进攻由王平守卫的营地，而司馬懿亲自对鹵城發動了正面进攻。诸葛亮命令魏延、吴班和高翔抵抗鹵城郊外的敌人，結果曹魏军在那里遭受了意想不到的巨大挫败：3,000名士兵被杀，蜀漢軍則缴获了5,000套盔甲和3,100套角弩。尽管司馬懿一方损失惨重，但其军队仍保有一定程度的實力得以退守营地。
尽管蜀漢取得了胜利，但兩軍皆面臨糧食不足的情況，使诸葛亮无法通过大规模进攻来发挥自己的优势，而恶劣的天气亦令蜀漢的后勤有所吃緊，導致李严在運給蜀漢軍前線的糧食供應上並不順利而傳達退意，於是诸葛亮放棄鹵城，在夜幕掩护下撤退。
曹魏军趁機追擊，但卻使張郃在木門道（今甘肅天水秦州區）中伏，導致他因右膝中箭身亡，曹魏也被迫停止追擊。

## 后果
当诸葛亮回到汉中时卻收到李嚴的一封信，李嚴改口稱他的粮食供应已经准备就绪，并问他何故撤军。同时，李嚴向後主劉禪上書聲稱“军队假装撤退以引诱敌人”。诸葛亮返回成都向劉禪出示李嚴曾要求撤軍的手写信件，使得李嚴無法否認。於是诸葛亮要求後主剥夺李嚴的所有头衔和官职，并将其流放至梓潼。